# Ocholissa
Ocholissa es un género de coleóptero o escarabajos de la familia Salpingidae.

## Especies
Las especies de este género son:
- Ocholissa bicolor
- Ocholissa capensis
- Ocholissa harmandi
- Ocholissa laeta
- Ocholissa laticeps
- Ocholissa leai
- Ocholissa nigricollis
- Ocholissa peringueyi
- Ocholissa vidua